# Molí d'en Barretina
El molí d'en Barretina és un molí de vent fariner que forma part del molinar de Fartàritx, a Manacor. Actualment es situa en la perllongació del carrer Comtessa, 51, sense avenir-se, però amb l'alineació. Tot i que roman aïllat enmig d'un solar el comencen a enrevoltar edificis moderns.

## Tipologia i elements
El molí d'en Barretiba és un molí de base quadrada d’una planta d’altura i semisoterrani. Els paraments combinen el paredat en verd i els carreus de marès. Una escala que s’adossa a la façana de migjorn permet l’accés a l’envelador. A la façanes sud-oest i sud-est s’adossen dues cisternes, una d’elles amb capelleta. Als costats sud-oest i nord-est s’adossen bucs d’una sola planta i coberta de terrat. L’interior es configura mitjançant voltes de canó. La torre combina el paredat en verd i els carreus de marès. Al costat de migjorn es localitza el portal emmarcat en marès i en la part superior s’obren dos finestrons. No conserva cap peça de la maquinària.